# ラルフ・ウィルソン (体操競技選手)
ラルフ・ウィルソン（Ralph Wilson, 1880年6月24日 - 1930年2月14日）は、アメリカ合衆国の体操競技選手。1904年のセントルイスオリンピックのクラブスウィングで銅メダルを獲得した。